# سناد یاروویچ
سناد یاروویچ (انگلیسی: Senad Jarović؛ زادهٔ ۲۰ ژانویهٔ ۱۹۹۸) بازیکن فوتبال اهل بوسنی و هرزگوین است.
از باشگاه‌هایی که در آن بازی کرده‌است می‌توان به باشگاه فوتبال اسپارتاک ترناوا، باشگاه فوتبال سوندریوسکه، باشگاه فوتبال سیرد، و باشگاه فوتبال پترولول پلویشت اشاره کرد.